# 東プロイセン大管区

東プロイセン大管区
Gau Ostpreußen (ドイツ語)

国の標語: Ein Volk, ein Reich, ein Führer（ドイツ語）
一つの民族、一つの国家、一人の総統国歌: Das Lied der Deutschen（ドイツ語）
世界に冠たるドイツ
党歌: Die Fahne hoch（ドイツ語）
旗を高く掲げよ

東プロイセン大管区の地図

【大管区登録番号】 第25番

東プロイセン大管区（ひがしプロイセンだいかんく、ドイツ語: Gau Ostpreußen）は、国民社会主義ドイツ労働者党（ナチ党）の設置した大管区の一つである。

## 概要
東プロイセン大管区は1926年2月1日、ブルーノ・グスタフ・シェルヴィッツの下で組織され、グレゴール・シュトラッサーが1927年から代表を務めた。その後、1928年から1945年の終戦までエーリヒ・コッホが大管区指導者となった。当初、副大管区指導者はゲオルク・ハイドリヒであったが、1931年に汚職の疑いでポメラニアに強制送還された。
ナチ党の権力掌握後の1933年の夏、コッホはプロイセン州首相であるヘルマン・ゲーリングの反対にもかかわらず、他の多くの大管区指導者と同様、大管区指導者の地位と共にプロイセン州政府首班の地位を有した。1936年から1941年にかけて、ケーニヒスベルクの行政区長は元総統個人顧問のパウル・ホフマンが任命され、1928年から1940年までの東プロイセン州知事は、弁護士のパウル・ブルンクが任命された。
コッホは、労働者の失業からの回復をアドルフ・ヒトラーへ最初に報告した大管区指導者となり、1933年には「エーリッヒ・コッホ財団」が設立され各事業のため資金が集められたが、これはコッホの私腹を肥やす上で重要であった。コッホはまた、ナチズムの強制的同一化により党に行政を支配させ、政治的敵対者や教会といった抵抗勢力への弾圧を加えた。東プロイセン大管区は「ナチズムの理想的区域」と見なされていた。しかし、1935年にコッホと彼の幹部との間で権力闘争が起こった。ケーニヒスベルクのSS及びゲシュタポ長官であったエーリヒ・フォン・デム・バッハ＝ツェレウスキーは、コッホの汚職や疑惑等に関して何百件近くの証拠類、証人らを集め当局へ報告した。その結果、コッホは1935年11月26日にベルリンに呼び出され全ての役職を解任された。しかし、12月22日にヒトラーはコッホを復権させた。
第二次世界大戦開戦後の1939年、コッホは東プロイセンに展開する第Ⅰ軍管区の全国防衛委員に任命された。ポーランド侵攻後、西プロイセンの地域は、1939年10月26日に帝国大管区が設置された（1939年11月より「ダンツィヒ＝西プロイセン帝国大管区」に命名）。1941年に独ソ戦が開始されると、コッホは隣接する占領地のビャウィストク地域の行政長官となった。また、同年8月にはウクライナの国家弁務官に任命された。戦争が経過するにつれ、コッホは強制労働者徴用の任務を与えられた。1944年11月25日から国民突撃隊が召集された。

## 備考

### 組織
- 大管区本部 ― ケーニヒスベルク、グローセ・シュロースタイヒ通り7[1]
- 大管区指導者学校 ― ルートヴィヒスオルト、リッペン（ドイツ語版）
- SA『オストラント（東国）』管区集団本部

### 人事
- 大管区監査役 ― フリッツ・シュレーゲル
- 大管区局長 ― マックス クリメック（1933-35年）
- 大管区弁士及び労働戦線監査役 ― エルンスト・デュシェーン
- 大管区経済顧問及びSA指導者 ― ヴァルデマール・マグニア（ドイツ語版）
- 大管区党講師連盟代表（英語版） ― ハンス-ベルンハルト・フォン・グリュンベルク（ドイツ語版）（1935-45年）
- 国境地域局長 ― テオドール・オーバーランダー教授（1933-37年）